# バフマン・ゴバディ
バフマン・ゴバディ（Bahman Ghobadi, 1969年2月1日 - ）は、クルド人の俳優・映画監督・脚本家。イラン出身。

## 略歴
イランの大学で映画製作を学び、卒業後は写真家となる。その後8mmで短編映画を製作するようになる。アッバス・キアロスタミ作品の『風が吹くまま』に助監督・俳優として参加。
2000年に『酔っぱらった馬の時間』で映画監督としてデビュー。この作品でカンヌ国際映画祭カメラ・ドール等を受賞。2004年の『亀も空を飛ぶ』ではシカゴ国際映画祭やベルリン国際映画祭などにおいて多くの賞を獲得している。
婚約者はジャーナリストのロクサナ・サベリ。バフマンは、ロクサナが2009年にイラン国内でスパイ容疑で拘束された際、彼女と婚約していることを明かすとともにメディアに向けて無実を訴えた。
2009年の『ペルシャ猫を誰も知らない』を監督後、現在に至るまで国外亡命を続けている。

## 主な監督作品
- 酔っぱらった馬の時間 Zamani barayé masti asbha (2000) 監督・脚本・製作
- わが故郷の歌 Gomgashtei dar Aragh (2002) 監督・脚本・製作
- 亀も空を飛ぶ Lakposhtha hâm parvaz mikonand (2004) 監督・脚本・製作
- 半月 Half Moon (2006) 監督・脚本・製作・美術
- ペルシャ猫を誰も知らない No One Knows About Persian Cats (2009) 監督・脚本
- サイの季節 Fasle kargadan (2012) 監督

## 主な出演作品
- 風が吹くまま Bad ma ra khahad bord (1999)
- ブラックボード　背負う人 Takhté siah (2000)